# 바다비오리
바다비오리(Mergus serrator)는 기러기목 오리과에 속하는 조류이다. 한국에서는 흔한 겨울철새이다.

## 생김새
바다비오리는 부리 끝이 위로 굽어 있다. 수컷은 머리가 녹색 광택이 나는 검은색이고 여러 가닥의 댕기깃이 있다. 가슴은 흑갈색 반점들이 있고 목이 흰색이다. 암컷은 머리가 갈색이고 몸통이 전체적으로 회색이다. 어린새는 암컷과 비슷하지만 뒷머리의 댕기깃이 짧다.

## 서식지
유라시아 북부, 그린란드, 북아메리카 북부에서 번식하고 북미 서부와 동부 해안, 유럽, 동아시아 등에서 월동한다. 주로 해안 근처 해상에서 생활하고 하구, 하천에서 보이기도 한다. 